# Liotyphlops haadi
Espèce
Liotyphlops haadi est une espèce de serpents de la famille des Anomalepididae. 

## Répartition
Cette espèce est endémique du département d'Amazonas en Colombie.

## Étymologie
Cette espèce est nommée en l'honneur du grand-père de Juan José Silva Haad, José Haad B.

## Publication originale
- Silva Haad, Franco & Maldonado, 2008 : Una nueva especie de Liotyphlops Peters, 1881 (Serpentes, Scolecophidia, Anomalepidae) del sur de la Amazonia Colombiana. Biota Colombiana, vol. 9, n. 2, p. 295-300.